# Obsjtina Svisjtov
Obsjtina Svisjtov (bulgariska: Община Свищов) är en kommun i Bulgarien.   Den ligger i regionen Veliko Tărnovo, i den centrala delen av landet, 190 km nordost om huvudstaden Sofia. Antalet invånare är 49 817. Arean är 626 kvadratkilometer.
Obsjtina Svisjtov delas in i:
- Alekovo
- Aleksandrovo
- Bălgarsko Slivovo
- Vardim
- Gorna Studena
- Dragomirovo
- Kozlovets
- Morava
- Ovtja mogila
- Oresj
- Sovata
- Chadzjidimitrovo
- Tsarevets
- Tjervena

Följande samhällen finns i Obsjtina Svisjtov:
- Svisjtov